# Manuel de Vega
Manuel de Vega i Rovira fue un religioso y escritor de Cataluña, España de principios del siglo XVIII. Era miembro de la orden de San Benito y fue músico y chantre del monasterio de Ripoll, del cual fue más tarde prior y vicario general. Era amigo de Pau Ignasi de Dalmases, fundador de la Academia de los Desconfiados, a quien dedicó la traducción al español de El ambicioso político infeliz (1699), de Diego Monti. Participó con Academia de los Desconfiados en la edición de las poesías de Francesc Vicent García, Rector de Vallfogona, y escribió la vida del poeta que precede a la primera edición de 1703 con el seudónimo de Rector de Pital-luga. También compuso unas constituciones provinciales de la Congregación Claustral Tarraconense y Poema elegíaco dramático, premiado en 1702 en un certamen poético de Barcelona. Murió cerca del 1712.